# Drillia albicostata
Drillia albicostata là một loài ốc biển, là động vật thân mềm chân bụng sống ở biển trong họ Drilliidae.